# Zalamea la Real
Zalamea la Real ist eine spanische Stadt in der Provinz Huelva in der Autonomen Region Andalusien. 2024 hatte die Gemeinde 2.963 Einwohner. Sie befindet sich in der Comarca Cuenca Minera. Die Gemeinde ist traditionell mit Bergbauaktivitäten verbunden, obwohl die Landwirtschaft in den letzten Jahrzehnten an Bedeutung gewonnen hat. 

## Geografie
Die Gemeinde grenzt an die Gemeinden Almonaster la Real, Berrocal, Calañas, El Campillo, Paterna del Campo und Valverde del Camino.

## Geschichte
Südöstlich des zur Gemeinde gehörenden Weilers El Pozuelo befinden sich die elf Dolmen von El Pozuelo. Sie werden auf 2500 bis 3000 vor Christus datiert. In der Gemeinde gibt es darüber hinaus Spuren der Phönizier und Römer. Der heutige Ort stammt allerdings aus der arabischen Zeit von Al-Andalus. Im letzten Drittel des 19. Jahrhunderts erlangte der Bergbau Bedeutung. Aus diesem Grund wurde um 1870 eine Eisenbahnlinie gebaut, die sogenannte „Ferrocarril de Buitrón“, die bis zur Gemeinde führte. Im Jahr 1904 wurde eine Abzweigung eingeweiht, die Zalamea la Real mit der Riotinto-Eisenbahn verband. Der Bergbau führte zur Ankunft zahlreicher Einwanderer und zur Entstehung neuer Bevölkerungszentren, die zur Segregation mehrerer Gemeinden führten: Minas de Riotinto im 1841, Nerva im 1885 und El Campillo im 1931.

## Wirtschaft
Historisch war der Ort mit dem Bergbau verbunden.

## Sehenswürdigkeiten
- Kirche Iglesia de Nuestra Señora de la Asunción
- Wallfahrtskapelle von San Vicente
- Stierkampfarena